# 本诺·冯·阿伦特
本诺·冯·阿伦特（Benno von Arent，1898年7月19日—1956年10月14日）是一位德国电影导演、艺术家、建筑师、设计师，也是纳粹党和党卫队成员。

## 早年经历
冯·阿伦特父親是一位普魯士陆军中校，祖父是一位普鲁士陆军中将。
冯·阿伦特曾参加第一次世界大战，于战后加入过德國自由軍團和威瑪防衛軍。在失业率居高不下的年代，他曾做过很多工作：当过汽车推销员，他也是个自学成才的建筑师。1923年时，他在柏林为各个剧院安裝机器，在刚开始时遇到过挫折。他也加入了以本土運動和反犹太主义为中心思想的德意志文化斗争同盟。

## 职业生涯
冯·阿伦特于1931年加入党卫队，于1932年加入纳粹党。他还在1932年参与创建了“国家社会主义戏剧电影艺术家联盟”（Bund nationalsozialistischer Bühnen- und Filmkünstler/ Union of National Socialist Stage and Movie Artists），该组织于1933年阿道夫·希特勒上台后更名为“德意志艺术家同盟会”（Kameradschaft der Deutschen Künstler/ Fellowship of German Artists）。
1936年，冯·阿伦特被任命为“帝国舞台设计师”（Reichsbühnenbildner/Reich Stage Designer）。
冯·阿伦特还曾负责设计重大阅兵式中的街道佈景。他还为外交部的外交官们设计过制服。1937年4月20日，冯·阿伦特获颁了博士头衔。除了为党服务之外，他也在继续自己的建筑师生涯，其中最著名的作品就是柏林的德意志劳工阵线大楼。1939年春，他被任命为“帝国时尚专员”（Reich Commissioner for Fashion），但由于战争爆发，该职位很快就被撤销了。

## 战争时期以及晚年
第二次世界大战时期，冯·阿伦特加入了海因里希·希姆莱的参谋部。1941年8月15日，他在明斯克附近目睹了党卫队屠杀游击队员和犹太人。1944年，他加入武装党卫队，军衔为親衛隊上級領袖。他在战争末期被苏军俘虏，之后一直被关押到1953年。1956年，他被判需接受去纳粹化程序。就在此判决下达后不久，冯·阿伦特于西德波恩去世。